# 大赤鼯鼠
大赤鼯鼠（學名：Petaurista grandis）屬於嚙齒目的松鼠科，為台灣特有種。
頭圓，吻部突出，黑色觸鬚。體背為紅褐色，夾雜黑色毛；頭頂為黑色毛，腹部淡黃褐色。尾巴與體背同色，末端為黑褐色，具有飛膜。為台灣三種鼯鼠（白面鼯鼠、大赤鼯鼠、小鼯鼠）中體型最大。

## 特徵形態
1. 頭圓，吻部突出，黑色觸鬚。體背為紅褐色，夾雜黑色毛；頭頂為黑色毛，腹部淡黃褐色。尾巴與體背同色，末端為黑褐色。
2. 身長：頭軀幹長45～50公分，尾長46～49公分。
3. 腕部軟骨特化，可幫助皮膜撐開以滑翔。飛膜由前肢延伸至後肢踝關節。
4. 體重：1,000～2,500公克。
5. 齒式：門齒1/1，犬齒0/0，前臼齒1/1，臼齒3/3；全部的牙齒數為20顆。

## 生態習性
大赤鼯鼠是典型的夜行性動物，白天多半棲息於窩或樹洞內，大致在日落後就離巢開始活動，直到日出前才回巢睡眠；叫聲獨特容易分辨。夜間觀察時，由於夜行性動物的聽力極佳，所以保持安靜避免影響到牠；此外，光線會影響大赤鼯鼠，光線太強、照射太久都會干擾牠們的行動，因此切勿使用強光照射。喜好單獨活動，活動範圍2.5～3.2公頃。

### 食性
大赤鼯鼠為樹棲型的食葉性哺乳動物，葉片佔取食比例七成以上，其中依次又以長尾尖葉櫧() 、雀榕(Ficus superba)及裏白饅頭果(Glochidion acuminatum)最為常見，除了樹葉及嫩芽，大赤鼯鼠也會取食果實、花苞、啃咬樹皮以及食用少數昆蟲等，也因高纖維的食物來源，使他們有膨大的盲腸及後腸。

### 巢穴

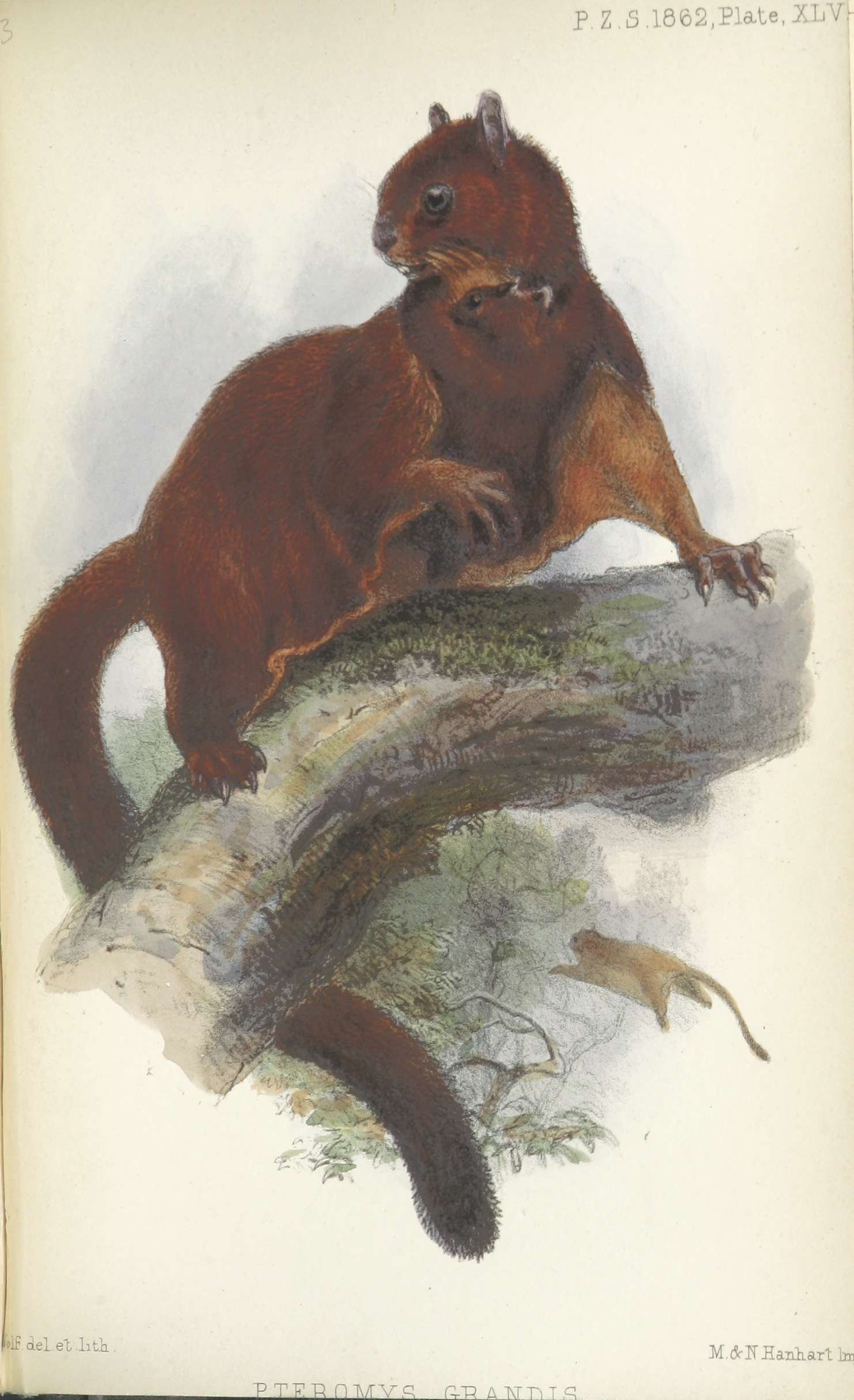
大赤鼯鼠胸前有一隻幼鼠。圖由斯文豪於1860年代派駐臺灣時繪製，當時他將大赤鼯鼠歸類在歐亞飛鼠。

大赤鼯鼠通常利用距離地面十多公尺的樹洞為巢，牠們會將樹幹腐爛部分挖除、啃咬，直到足夠容身，樹洞洞口直徑約10公分至25公分，還會在巢內以細枝樹葉等作為襯底，此外大赤鼯鼠也會利用鳥巢蕨、崖薑蕨等附生植物的基部，將蕨類中央清空後作為休息用的庇護所，此種行為除了台灣的鼯鼠，未見於亞洲地區其他同屬鼯鼠（如日本大鼯鼠、印度大鼯鼠、巴基斯坦大鼯鼠。

### 繁殖育幼
每年會有2個生殖季，分別在12～2月以及6～8月，懷孕期約45天，一胎通常只會有1個幼仔，出生時體重約56公克左右，大致上90天後斷奶後，10～12個月即可達成體體型。大赤鼯鼠由雌鼠單獨育幼，幼鼠會與雌鼠同居數個月，曾有紀錄雌鼠換巢時會將幼鼠叼在嘴上移動。

## 滑行機制
俗稱的飛鼠，其正式名稱為鼯鼠，滑行是特有行為之一，牠們常沿樹幹攀爬、在樹林間滑翔、活動覓食。牠們利用空氣氣流由高處向低處滑行，可滑行25公尺以上，其滑翔用的飛膜由前肢擴展至後肢之踝關節。鼯鼠以飛膜所形成之浮力和尾部控制方向，可滑行到較低處另一株樹枝去休息或覓食。鼯鼠飛膜的分布和運動方式都和蝙蝠（唯一真正會飛的哺乳動物）完全不同，因此雖被稱為飛鼠，事實上卻完全不會飛行。

## 天敵與危險
大赤鼯鼠的天敵為台灣雲豹、褐林鴞、赫氏角鷹、鳳頭蒼鷹、林鵰、大冠鷲等，除了自然的天敵之外，在人為因素之下，大赤鼯鼠也面臨其他的危險。因為鼯鼠需要樹林才能進行快速的移動，山坡地開發、道路的開拓可能對大赤鼯鼠造成族群島嶼化與路殺的問題。此外，人類飼養的寵物，也可能對大赤鼯鼠造成危害。

## 分布棲地
大赤鼯鼠為臺灣特有亞種。從海拔100公尺～2500公尺均可發現牠的蹤跡，但中低海拔較常見，高海拔地區較少見，多棲息於闊葉林及混生林的樹冠頂層，是台灣分布最廣的鼯鼠。
但如今中低海拔的天然林幾乎已經被伐盡，使大赤鼯鼠被迫適應人造林的環境，還好牠們的適應能力不差，所以即使在針葉林、人工混合林，甚至人工純林裡都有它們的蹤跡。
不過，近年也發現，已適應人工林環境的大赤鼯鼠會啃剝樹皮，使造林成效大打折扣。

## 捕獵文化
大赤鼯鼠是原住民傳統上經常利用的獵物之一，除了可用於祭祖，對於獵人來說，鼯鼠在樹上活動，被手電筒光照到時，會愣住不動，捕獵相對容易。在過去工具較少的年代，據說為了能夠看清鼯鼠動向，獵人必須站在較高的位置，利用月光捕獵。